# Live PA

Live PA en Düsseldorf

Live PA, en ocasiones escrito LivePA, significa en inglés Live Personal Appearance (Concierto Personal en Directo)  o Live Performance Artist (Concierto de Artista en Directo), y es un término utilizado para describir el acto de dar un concierto utilizando instrumentos de música electrónica. 
Aunque el término "Live PA" literalmente significa "Live Personal Appearance", término legal originalmente utilizado para proteger a los promotores cuando las actuaciones eran pregrabadas, su uso común sirve para referirse a la interpretación en directo de música electrónica, ya sea a través de sintetizadores, samplers o secuenciadores.

## Ejecución
La interpretación en un Live PA es un proceso abierto. Existen muy pocas reglas predefinidas más allá de que la música o el sonido resultante será "electrónico". La ejecución puede incluir desde apretar el botón de play de un reproductor de CD hasta tocar teclados junto a un batería o percusionista en directo. 
Generalmente, los artistas en un Live PA suelen utilizar un secuenciador central desde el que se controla y lanza el sonido generado por otros dispositivos como sintetizadores, cajas de ritmo o samplers conectados al secuenciador. El audio resultante de estos aparatos es entonces mezclado y modificado utilizando efectos de una consola de efectos. La interconexión de cajas de ritmo y sintetizadores permiten al músico una orquestación efectiva, controlando el concierto una sola persona. Los teclados tocados manualmente, las muestras de audio disparadas a mano, las vocales en directo y otros instrumentos "orgánicos" pueden potenciar también la actuación. Algunos artistas como Brian Transeau y Jamie Lidell utilizan herramientas de hardware y software diseñadas personalmente para la improvisación en directo.
Mediante el arreglo, silenciamiento y cue de datos musicales pregrabados (notas, loops, patrones y secuencias), el artista de Live PA tiene la libertad de manipular los principales elementos del concierto y de alterar la progresión de una canción en tiempo real.

## Críticas
Un elemento de debate entre críticos, oyentes y los mismos artistos es hasta que punto un concierto de este tipo es realmente un "directo". Un posible factor determinante podría ser el grado de control en tiempo real que tiene el artista en directo sobre los elementos individuales del producto musical final. Utilizando este criterio, un artista que imita la interpretación de instrumentos mientras simplemente hace sonar un CD no podría considerarse realmente "en directo". En el extremo opuesto, algunos artistas escogen tomar solo una idea o motivo (por ejemplo, una línea de bajo o un patrón de ritmo) y trabajan sobre él desde cero con instrumentos electrónicos, construyendo sobre él, modificándolo y continuando así toda la actuación. Este requiere un significativo nivel de disciplina y creatividad para ser conseguido.